# 永庆乡 (安图县)
永庆乡，是中华人民共和国吉林省延边朝鲜族自治州安图县下辖的一个乡镇级行政单位。

## 行政区划
永庆乡下辖以下地区：
勇进村、马鞍山村、高登村、通阳村、环山村、立新村、清山村、富强村、高城村、腰团村、江湾村、柳树村、春光村、朝阳村、东清村、金盛村和富沟村。